# Willem Andriessen
Willem Christiaan Nicolaas Andriessen (ur. 25 października 1887 w Haarlemie, zm. 29 marca 1964 w Amsterdamie) – holenderski kompozytor i pianista.

## Życiorys
Syn muzyka Nicolaasa Hendrika Andriessena, brat Hendrika. W latach 1903–1908 studiował w konserwatorium w Amsterdamie, gdzie uczył się gry na fortepianie u Jeana-Baptiste de Pauwa oraz teorii muzycznej u Bernarda Zweersa. Studia ukończył z wyróżnieniem. W latach 1910–1917 prowadził klasę fortepianu w konserwatorium w Hadze. Od 1918 do 1924 roku prowadził kurs pianistyczny w Rotterdamie. W 1924 roku został wykładowcą konserwatorium w Amsterdamie, od 1937 do 1953 roku był jego dyrektorem. Więziony przez nazistów podczas II wojny światowej.
Jako pianista specjalizował się w wykonawstwie utworów Beethovena, Brahmsa i Chopina. Skomponował m.in. koncert na fortepian i orkiestrę (1908), utwory fortepianowe (Preludium 1942, Sonatina 1945), pieśni, ponadto utwory sakralne (Msza f-moll 1914–1916) i chóralne, muzykę do sztuk scenicznych.